# Endertia
Endertia es un género monotípico de árbol de la subfamilia Caesalpinioideae perteneciente a la familia de las legumbres Fabaceae. Su única especie: Endertia spectabilis Steenis & de Wit, es originaria de Java y Borneo en Indonesia. Fue aceptada y publicado en Bulletin du Jardin Botanique de Buitenzorg, sér. 3, 27: 324, en el año 1947.